# Greenwashing

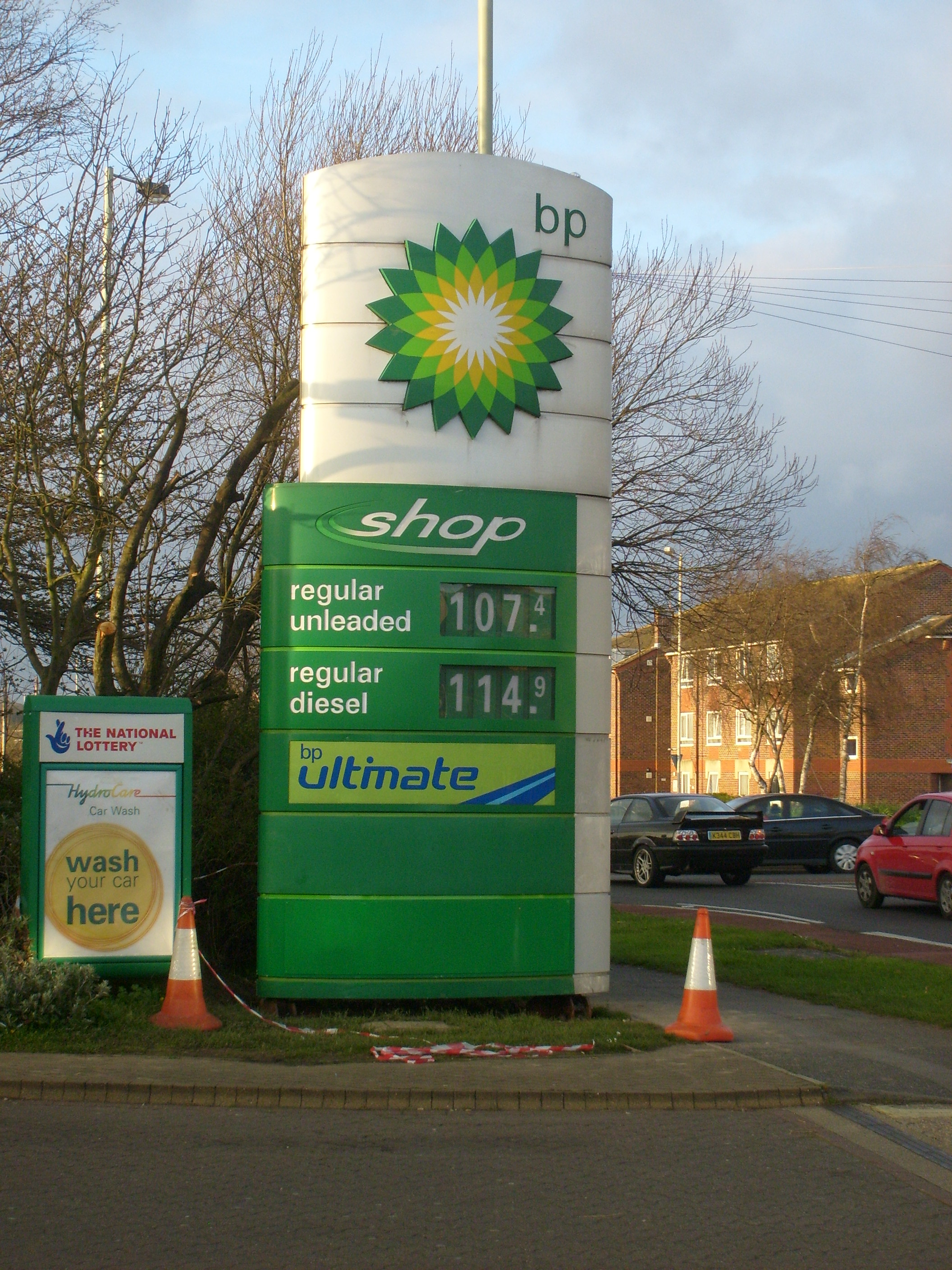
A British Petroleum faz uso da cor verde no seu logótipo, nos seus produtos e nos seus postos de abastecimento, sendo o logótipo constituído por um girassol estilizado, sendo que a cor típica amarelada dos girassóis também está presente no referido logótipo. Considerando que se trata de uma empresa do setor dos produtos petrolíferos, sendo estes conhecidos por serem nefastos para o ambiente, a empresa BP alinha assim de certa forma, na prática de greenwashing.

O anglicismo greenwashing (do inglês green, verde, e whitewash, branquear ou encobrir) ou banho verde indica a injustificada apropriação de virtudes ambientalistas por parte de organizações (empresas, governos, etc.) ou pessoas, mediante o uso de técnicas de marketing e relações públicas. Tal prática tem como objetivo criar uma imagem positiva, diante a opinião pública, acerca do grau de responsabilidade ambiental dessas organizações ou pessoas (bem como de suas atividades e seus produtos), ocultando ou desviando a atenção de impactos ambientais negativos por elas gerados.
O greenwashing é uma ação que empresas realizam para "maquiar" os seus produtos e tentar passar a ideia de que eles são ecoeficientes, ambientalmente corretos, provêm de processos sustentáveis, entre outros. Assim, termos e expressões como “eco”, “ecológico”, “menos poluente” e “sustentável” começam a aparecer nas embalagens e rótulos de diversos produtos, na tentativa de indicar que as empresas são ambientalmente responsáveis.
Essa demanda muitas vezes gera procedimentos incorretos, em que se incluem informações falsas, irrelevantes ou confusas, que fazem com que o consumidor tenha ceticismo para com os produtos "verdes" e se mostre confuso aquando da escolha ou avaliação entre produtos de empresas realmente "verdes" e outras que primam pelas ações do greenwashing. Logo, o greenwashing, além de não fornecer qualquer contributo positivo para o meio ambiente, ainda gera desconfiança nos consumidores, afastando-os dos produtos, de facto, ambientalmente corretos.

## Etimologia
O termo greenwash surge em 1989, em um artigo da revista New Scientist, sendo logo substantivado como greenwashing em 1991, por analogia com brainwashing. O termo se difunde amplamente nos anos 2006 e 2007, paralelamente à difusão do próprio fenômeno. A cor é em referência ao movimento ambientalista.

## Sinais
- Malefícios esquecidos. Ex.: equipamento eletrônico eficiente energeticamente, mas que contenha materiais prejudiciais à saúde e ao meio ambiente;
- Paradoxos. Ex.: combustível de origem fóssil alegadamente verde como gasolina eco; ou automóveis verdes quando qualquer automóvel polui muito mais que qualquer transporte público ou modo ativo para mobilidade.
- Produtos verdes x empresa suja. Ex: como lâmpadas eficientes feitas em uma fábrica que polui rios;
- Falsa analogia. Ex.: uso injustificado de cenários naturais para vender produtos ambientalmente inadequados. Ex: veículos poluidores do ar trafegando em florestas preservadas.
- Falta de clareza. Ex.: uso de expressões vagas, como "ecologicamente amigável" (eco-friendly);
- Falta de provas. Ex.: xampu, sabão ou detergente que afirma ter certificação ambiental, mas que não se pode confirmar a veracidade.
- Promessas vagas. Ex.: produtos que se anunciam como 100% naturais, como garantia de segurança, embora muitas substâncias que ocorrem na natureza sejam prejudiciais ou tóxicas, como o arsênio e o formaldeído.
- Irrelevância. Ex.: ênfase sobre um insignificante atributo que é "verde", quando todos os demais atributos não o são. Ex.: informar que o produto é livre de CFC[desambiguação necessária], substância proibida há vinte anos.
- Mentira. Ex.: uso de certificados ambientais que parecem ser emitidos por uma entidade  reconhecida (EcoLogo, Energy Star etc.) mas que, de fato, não o são.
- Uso de jargão "científico" e de informações que a maioria das pessoas não é capaz de entender.
- "Demônios Maquiados" . Ex.: cigarros orgânicos ou pesticidas "ambientalmente amigáveis".[12]

## Consequências

### Falta de integridade
Ao utilizar o greenwashing, as empresas podem apresentar os seus negócios como mais ecologicamente sustentáveis do que realmente são. De acordo com um relatório político, o greenwashing inclui riscos como publicidade e comunicações públicas enganosas, credenciais ESG  (Governança Ambiental, Social e Corporativa) enganosas e reivindicações de créditos de carbono falsas ou enganosas.  Após uma análise jurídica profunda, o relatório Riscos de corrupção e integridade em soluções climáticas mostra que as regulamentações são significativamente mais fracas para credenciais ESG enganosas do que para padrões de publicidade e lavagem climática. Apesar das obrigações impostas, as agências de classificação ESG ou os auditores ESG não são regulamentados em nenhuma jurisdição analisada. Fatores como a falta de supervisão por parte de prestadores de serviços ambientais terceiros, a opacidade das metodologias de pontuação interna e a falta de alinhamento e consistência em torno das avaliações ESG podem criar oportunidades para alegações enganosas ou infundadas e, no pior dos casos, suborno ou fraude. 

### Efeitos psicológicos
O greenwashing é uma área de investigação relativamente nova dentro da psicologia e há pouco consenso entre os estudos sobre como o greenwashing afecta os consumidores e as partes interessadas. Devido à variação entre países e geografia em estudos publicados recentemente, a discrepância entre o comportamento do consumidor nos estudos pode ser atribuída a diferenças culturais ou geográficas. 

#### Efeito na percepção do consumidor
Os investigadores descobriram que os consumidores favorecem significativamente os produtos ecológicos em detrimento dos seus homólogos pintados de verde.  Uma pesquisa realizada pela LendingTree descobriu que 55% dos americanos estão dispostos a gastar mais dinheiro em produtos que consideram mais sustentáveis e ecológicos.  As percepções dos consumidores sobre o greenwashing também são mediadas pelo nível de greenwashing a que estão expostos.  Outra investigação sugere que poucos consumidores reparam no greenwashing, especialmente quando consideram a empresa ou marca respeitável. Quando os consumidores percebem a publicidade verde como credível, desenvolvem atitudes mais positivas em relação à marca, mesmo quando a publicidade é lavada de verde. 
Outra investigação sugere que os consumidores com mais preocupação ecológica são mais capazes de distinguir entre o marketing verde honesto e a publicidade verde; quanto mais preocupação verde, mais forte é a intenção de não comprar de empresas das quais percebem um comportamento publicitário de greenwashing. Quando os consumidores usam o boca-a-boca para comunicar sobre um produto, a preocupação verde fortalece a relação negativa entre a intenção de compra do consumidor e a percepção do greenwashing.  A pesquisa sugere que os consumidores desconfiam das empresas que fazem lavagem verde porque consideram o ato enganoso. Se os consumidores perceberem que uma empresa se beneficiaria realisticamente com a veracidade de uma afirmação de marketing verde, então é mais provável que a afirmação e a empresa sejam vistas como genuínas.  A disposição dos consumidores em comprar produtos verdes diminui quando percebem que os atributos verdes comprometem a qualidade do produto, tornando o greenwashing potencialmente arriscado, mesmo quando o consumidor ou as partes interessadas não são céticos em relação às mensagens verdes. Palavras e frases frequentemente usadas em mensagens verdes e lavagem verde, como “gentil”, podem levar os consumidores a acreditar que o produto verde é menos eficaz do que uma opção não verde.  

#### Propaganda
Os rótulos ecológicos podem ser atribuídos a um produto de uma organização externa e da própria empresa. Isto suscitou preocupações porque as empresas podem rotular um produto como verde ou amigo do ambiente, divulgando selectivamente os atributos positivos do produto, sem revelar os danos ambientais.  Os consumidores esperam ver rótulos ecológicos de fontes internas e externas, mas consideram os rótulos de fontes externas mais confiáveis. Pesquisadores da Universidade de Twente descobriram que rótulos ecológicos internos não certificados ou com lavagem verde ainda podem contribuir para a percepção dos consumidores de uma empresa responsável, com os consumidores atribuindo motivação interna à rotulagem ecológica interna de uma empresa.  Outra pesquisa que conecta a teoria da atribuição e o greenwashing descobriu que os consumidores muitas vezes percebem a publicidade verde como greenwashing quando as empresas usam anúncios verdes, atribuindo a mensagem verde ao interesse próprio corporativo. A publicidade verde pode sair pela culatra, especialmente quando a alegação ambiental anunciada não corresponde ao compromisso ambiental da empresa.  

#### Implicações para negócios verdes
Pesquisadores que trabalham com percepção do consumidor, psicologia e lavagem verde observam que as empresas deveriam "fazer o mesmo" em relação à publicidade e ao comportamento verdes para evitar as conotações e percepções negativas do lavagem verde. O marketing, a rotulagem e a publicidade verdes são mais eficazes quando correspondem ao compromisso ambiental de uma empresa. Isto também é mediado pela visibilidade desses compromissos ambientais, o que significa que se os consumidores não tiverem conhecimento do compromisso de uma empresa com a sustentabilidade ou do espírito ambientalmente consciente, não poderão ter em conta o verde na sua avaliação da empresa ou do produto.  A exposição significativa ao greenwashing pode tornar o consumidor indiferente ou gerar sentimentos negativos em relação ao marketing verde. As empresas genuinamente verdes devem trabalhar mais para se diferenciarem daquelas que fazem alegações falsas. Os consumidores também podem reagir negativamente a alegações válidas de sustentabilidade devido a experiências negativas com o greenwashing. 